# لوئیجی گیلاردی
لوئیجی گیلاردی (ایتالیایی: Luigi Gilardi; ۱۲ اوت ۱۸۹۷ – ۱۹ ژوئیهٔ ۱۹۸۹) دوچرخه‌سوار اهل ایتالیا بود.